# GPR85
GPR85 (англ. G protein-coupled receptor 85) – білок, який кодується однойменним геном, розташованим у людей на короткому плечі 7-ї хромосоми. Довжина поліпептидного ланцюга білка становить 370 амінокислот, а молекулярна маса — 41 995.
| 10         |  | 20         |  | 30         |  | 40         |  | 50         |
| ---------- |  | ---------- |  | ---------- |  | ---------- |  | ---------- |
| MANYSHAADN |  | ILQNLSPLTA |  | FLKLTSLGFI |  | IGVSVVGNLL |  | ISILLVKDKT |
| LHRAPYYFLL |  | DLCCSDILRS |  | AICFPFVFNS |  | VKNGSTWTYG |  | TLTCKVIAFL |
| GVLSCFHTAF |  | MLFCISVTRY |  | LAIAHHRFYT |  | KRLTFWTCLA |  | VICMVWTLSV |
| AMAFPPVLDV |  | GTYSFIREED |  | QCTFQHRSFR |  | ANDSLGFMLL |  | LALILLATQL |
| VYLKLIFFVH |  | DRRKMKPVQF |  | VAAVSQNWTF |  | HGPGASGQAA |  | ANWLAGFGRG |
| PTPPTLLGIR |  | QNANTTGRRR |  | LLVLDEFKME |  | KRISRMFYIM |  | TFLFLTLWGP |
| YLVACYWRVF |  | ARGPVVPGGF |  | LTAAVWMSFA |  | QAGINPFVCI |  | FSNRELRRCF |
| STTLLYCRKS |  | RLPREPYCVI |  |            |  |            |  |            |

A: Аланін

C: Цистеїн

D: Аспарагінова кислота

E: Глутамінова кислота

F: Фенілаланін

G: Гліцин

H: Гістидин

I: Ізолейцин

K: Лізин

L: Лейцин

M: Метіонін

N: Аспарагін

P: Пролін

Q: Глутамін

R: Аргінін

S: Серин

T: Треонін

V: Валін

W: Триптофан

Кодований геном білок за функціями належить до рецепторів, g-білокспряжених рецепторів, білків внутрішньоклітинного сигналінгу. 
Локалізований у клітинній мембрані, мембрані, ендоплазматичному ретикулумі.